# Wilhelm Mauser
Wilhelm Mauser (Oberndorf, Reino de Württemberg, 2 de maio de 1834 – Oberndorf, Império Alemão, 13 de janeiro de 1882) foi fabricante, artífice e inventor de armas alemão, que com seu irmão Paul Mauser, inventou a pistola de repetição, a famosa Mauser, em 1884, popularmente conhecida como pistola mausa, além de vários tipos de rifles, entre eles o Mauser, em 1898, o preferido da infantaria alemã. Desde 1871 passou a produzir armas leves para o exército alemão e depois para os de vários outros países, com adaptações peculiares exigidas pelos compradores, inclusive o Brasil.